# Förstakammarvalet i Sverige 1919 (juni–juli)
Förstakammarvalet i Sverige 1919 var icke ordinarie val i Sverige till Sveriges riksdags första kammare. Valet hölls i samtliga valkretsar i juni och juli månader 1919. Ledamöterna till första kammaren utsågs av 1 458 valmän (1 102 landstingsmän och 356 stadsfullmäktige) från landstingen och stadsfullmäktige i landet.
Den 20 juni 1919 bestämdes det att det skulle hållas nytt val i första kammaren i hela riket. I Stockholms stads valkrets hölls valet den 30 juni och i resten av valkretsarna i juli månad. Den sista dagen var den 28 juli, då Uppsala läns valkrets och Västernorrlands läns valkrets hade val. Ordinarie val hölls i september 1919 i de 5 valkretsarna som utgjorde den femte valkretsgruppen: Östergötlands läns valkrets, Kronobergs läns valkrets, Göteborgs och Bohus läns valkrets, Värmlands läns valkrets och Gävle stads valkrets.

## Valresultat
| Parti                | Parti                                     | Partiledare              | Röster | Röster | Mandatfördelning | Mandatfördelning |
| Parti                | Parti                                     | Partiledare              | Antal  | +−     | Antal            | +−               |
| -------------------- | ----------------------------------------- | ------------------------ | ------ | ------ | ---------------- | ---------------- |
|                      | Sveriges socialdemokratiska arbetareparti | Hjalmar Branting         | 505    |        | 49               | ▲29              |
|                      | Frisinnade landsföreningen                | Raoul Hamilton           | 329    |        | 41               | ▼2               |
|                      | Allmänna valmansförbundet                 | Arvid Lindman            | 385    |        | 38               | ▼48              |
|                      | Bondeförbundet                            | Erik Eriksson i Spraxkya | 94     |        | 11               | Ny               |
|                      | Jordbrukarnas riksförbund                 | Okänt                    | 80     |        | 8                | Ny               |
|                      | Sveriges socialdemokratiska vänsterparti  | Zeth Höglund             | 53     |        | 3                | ▲2               |
| Antal giltiga röster | Antal giltiga röster                      | Antal giltiga röster     | 1 458  |        | 150              |                  |

- Valmännens antal uppgick till 1 473 och valdeltagandet uppgick alltså till 99,0 %.
- 12 valmän var från demokratiska medborgarförbundet i Norrköpings stad: nio av dessa röstade på högern och 3 på socialdemokraterna.

## Konsekvenser
Förstakammarvalet sommaren 1919 fick flera konsekvenser. Första kammarens höger tappade mer än hälften av sina mandat och förlorade sin egen majoritet i kammaren. Partiet gick från det största till kammarens tredje största parti. Socialdemokraterna blev det största partiet i första kammaren, något som skulle hålla sig ända till tvåkammarriksdagens slut.
Regeringen Edén, koalitionsregeringen mellan socialdemokraterna och liberalerna fick genom detta valresultat majoritet i båda kamrarna. Innan valet hade partiet endast majoritet i den andra kammaren.